# 作間龍斗
作間 龍斗（さくま りゅうと、2002年9月30日 - ）は、日本のアイドル、タレント、俳優。ジュニア内男性アイドルグループ・ACEesのメンバー。
神奈川県相模原市出身。STARTO ENTERTAINMENT所属。

## 来歴
2018年2月22日、舞台『ジャニーズ銀座2018』の製作発表にて、ジャニーズJr.内ユニット・HiHi Jetに加入することを発表した。
2019年7月期BS日テレ連続ドラマ『恋の病と野郎組』で俳優デビュー。同年9月10日より12月末まで芸能活動を自粛することが公式サイトで発表された。2020年1月1日より、活動を再開。
2021年10月22日、映画『ひらいて』で映画初出演。
2022年、雑誌『FINEBOYS』12月号よりレギュラーモデルに起用される。
2023年11月19日、『どうする家康』第44回から豊臣秀頼役として出演し、NHK大河ドラマ初出演。
2024年11月、『138億年未満』で舞台単独初主演をつとめる。
2025年2月16日にHiHi Jetsが事実上の解散。ジュニア内新グループ・ACEesの結成が発表され、メンバーに選ばれる。

## 出演
グループでの出演はHiHi Jets#出演を参照。主演は太字記載、個人での出演のみ記載。

### テレビドラマ
- 恋の病と野郎組（2019年7月20日 - 9月21日、BS日テレ） - 七瀬誠 役（ジャニーズJr.として主演）[14][15]
  - 恋の病と野郎組 Season2（2022年1月25日 - 3月29日、日本テレビ） - 七瀬誠 役（ジャニーズJr.として主演）[16][17]
- DIVE!!（2021年4月15日 - 7月1日、テレビ東京） - 主演・富士谷要一 役（井上瑞稀・髙橋優斗とトリプル主演）[18]
- 全力!クリーナーズ（2022年4月18日 - 6月20日、ABCテレビ） - 主演・三津豆亮 役（HiHi Jets5人で主演）[19]
- ながたんと青と-いちかの料理帖-（2023年3月24日 - 5月26日、WOWOW） - 山口周 役[20]
- コタツがない家（2023年10月18日 - 12月20日、日本テレビ） - 深堀順基 役[21][22]
- 大河ドラマ どうする家康 第44回 - 最終回（2023年11月19日 - 12月17日、NHK） - 豊臣秀頼 役[10]

### 映画
- ひらいて（2021年10月22日公開、ショウゲート） - 西村たとえ 役[6]
- ヴィレッジ（2023年4月21日公開、KADOKAWA） - 中井恵一 役[23]
- うちの弟どもがすみません（2024年12月6日公開、松竹） - 成田源 役[24]
- 山田くんとLv999の恋をする（2025年3月28日公開、KADOKAWA） - 主演・山田秋斗 役（山下美月とダブル主演）[25]

### テレビ番組
- 痛快TV スカッとジャパン 胸キュンスカッと ｢成人式の答え合わせ｣（2021年1月11日、フジテレビ） - 片桐新太 役[26]
- 超多様性トークショー!なれそめ（2023年4月7日 - 9月22日、NHK Eテレ / 10月2日 - 12月11日、NHK 総合） - 週替わりレギュラー[27]

### ラジオ番組
- 作間龍斗のオールナイトニッポン0(ZERO)（2024年10月19日、ニッポン放送） - パーソナリティ[28]

### ラジオドラマ
- オートリバース（2020年12月7日 - 、日本民間放送連盟×radiko共同企画 ｢TOMORROW PROJECT[29]｣民放ラジオ99局 放送・配信） - 主演・高階良彦 役[30]（猪狩蒼弥とダブル主演）

### 舞台
- 2015新春 JOHNNYS' World（2015年1月1日 - 27日、帝国劇場）[31]
- JOHNNYS' ALL STARS IsLAND（2016年12月3日 - 2017年1月24日、帝国劇場）[32]
- JOHNNYS' YOU&ME IsLAND（2017年9月6日 - 30日、帝国劇場）[33]
- ニッポン放送開局70周年記念公演「138億年未満」（2024年11月23日 - 12月8日、本多劇場 / 12月12日 - 16日、サンケイホールブリーゼ） - 主演・小渕勲 役[11][34]

### コンサート
- マイナビ サマステライブ2023 俺たちがミライだ!!（2023年8月13日、EX THEATER ROPPONGI） - PAISEN応援隊として出演[35][36]

### CM・広告
- 三井不動産リアルティ「三井のリハウス」（2019年5月 - 9月[37]） - 息子 役[38][39][40]
- 森永製菓
  - 「大玉チョコボール」（2022年2月 - ） - Web広告のみ[41][42]
  - 「チョコボール」（2024年2月 - ）[43]

## 書籍
雑誌連載
- FINEBOYS（2022年12月号 - 、日之出出版） - レギュラーモデル